# 1-UP Studio
1-UP Studio Inc., ehemals Brownie Brown Co. Ltd. (jap. ブラウニーブラウン Buraunī Buraun) ist ein Videospiele-Entwickler mit Sitz in Tokio. Die Firma ist eine Tochtergesellschaft von Nintendo und damit eines der 16 externen First-Party-Entwicklerstudios von Nintendo.
Im Februar 2013 wurde das bis dahin unter dem Namen Brownie Brown bekannte Studio in 1-UP Studio umbenannt und umstrukturiert. Der Studiowebsite zufolge ist das Ziel eine stärkere Kooperation mit Nintendo.

## Spiele
als Brownie Brown
- Magical Vacation (Game Boy Advance, 2001)
- Sword of Mana (Game Boy Advance, 2003)
- Mother 3 (Game Boy Advance, 2006) (Entwickelt zusammen mit HAL Laboratory und Shigesato Itoi)
- Magical Starsign (Nintendo DS, 2006)
- Heroes of Mana (Nintendo DS, 2007)
- Blue Dragon Plus (Nintendo DS, 2008)
- A Kappa’s Trail (Nintendo DSi, 2009)
- Professor Layton und der Ruf des Phantoms (Nintendo DS, 2009; Kooperation mit Level 5)
- Livly Garden (Nintendo DS, 2010)
- Super Mario 3D Land (Nintendo 3DS, 2011; Kooperation mit Nintendo EAD)
- Fantasy Life (Nintendo 3DS, 2012; Kooperation mit Level 5)

als 1-UP Studio
- Super Mario 3D World (Wii U, 2013; Kooperation mit Nintendo EAD)
- Captain Toad: Treasure Tracker (Wii U, 2014; Kooperation mit Nintendo EAD)
- The Legend of Zelda: Tri Force Heroes (Nintendo 3DS, 2015; Kooperation mit Nintendo EAD, SRD und Grezzo)
- Super Mario Odyssey (Nintendo Switch, 2017; Kooperation mit Nintendo EPD)
- Captain Toad: Treasure Tracker (Nintendo Switch, Nintendo 3DS, 2018; Kooperation mit Nintendo EPD und Nintendo Software Technology)
- Ring Fit Adventure (Nintendo Switch, 2019; Kooperation mit Nintendo EPD)
- Animal Crossing: New Horizons (Nintendo Switch, 2020; Kooperation mit Nintendo EPD)
- Super Mario 3D All-Stars (Nintendo Switch, 2020; Kooperation mit Nintendo EPD und Nintendo European Research & Development)
- Super Mario 3D World + Bowser’s Fury (Nintendo Switch, 2021; Kooperation mit Nintendo EPD)